# Forza Motorsport 4
Forza Motorsport 4 je závodní videohra z roku 2011 vyvinutá společností Turn 10 Studios a vydaná společností Xbox Game Studios pro Xbox 360. Je to první titul v sérii, který podporuje senzor Kinect vedle tradičního hraní založeného na ovladači. Je to poslední díl ze série, který byl vydaný pro konzoli Xbox 360.
Hra se vyznačuje se partnerstvím s Top Gear BBC a také s jeho americkým protějškem. Novinkou je herní mód Autovista, kde si hráč může prohlédnout vozidlo ve vysokých detailech, například motor nebo interiér. V tomto herním módu můžeme slyšet komentáře od Jeremyho Clarksona a Jamese Maye. Mezi další partnerství patří dvouletá dohoda s americkou Le Mans Series (ALMS).
Hra získala univerzální uznání od kritiků, kteří chválili vylepšenou fyziku vozidla, aktualizované vizuální prvky a silný zvukový design. Několik recenzentů také dalo vysoké známky za herní mód Autovista. Někteří kritici vyjádřili frustraci z funkcí Kinectu a jiní se také domnívali, že hra není dostatečnou inovací od svého předchůdce, Forza Motorsport 3. Tito kritici však připustili, že hra byla obrovským zlepšením oproti Forza Motorsport 3.

## Hratelnost
Forza Motorsport 4 je závodní simulátor, takže je zde velký důraz kladen na to, aby auta jezdila a vypadala co nejrealističtěji. Závody jsou uspořádány na uzavřených závodních tratích. Na výběr je z 500 vozů od městských až po závodní automobily.
Hráči mohou využít Kinect k nahlédnutí okolo sebe pomocí nové funkce sledování hlavy. To jim umožňuje dívat se na vrchol zatáčky nebo na okolní auta. Herní ovladač nebo volant se používá k ovládání vozu, zatímco Kinect se používá nezávisle pro sledování okolí řidiče. Hráči mohou Kinect používat také jako herní ovladač. V tomto nastavení hra automaticky zrychluje a zpomaluje hráčovo vozidlo pomocí upravené verze funkce známé jako Auto Brake ve Forza Motorsport 3. Ovládání vozu funguje tak, že hráč dá ruce před sebe, jako by před sebou měl volant a držel ho. Pomocí Kinectu lze také ovládat herní mód Autovista.
Stejně jako ve Forza Motorsport 3 je zde režim kariéry, který mohou hráči dokončit, ve kterém hráči závodí na různých místech po celém světě. Toto je známé jako World Tour Mode. Jsou tu 4 typy závodů, klasický, drift, autokros a vícebojové. Po postoupení na vyšší úroveň si může hráč vybrat jedno auto zadarmo, které už je trochu vylepšené.
Ve hře se nachází 17 reálných tratí a 9 smyšlených

## Vývoj

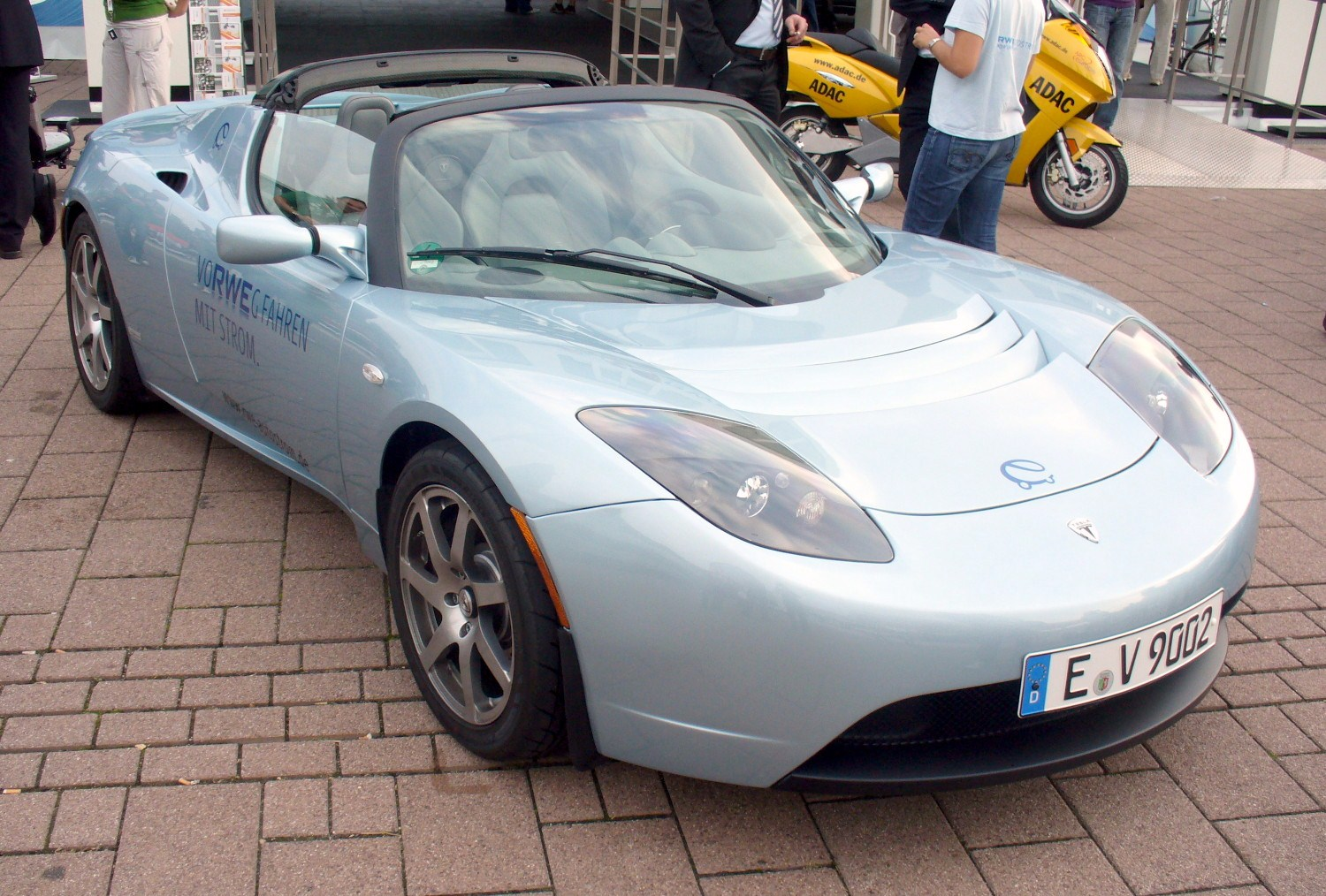
Turn 10 Studios použilo Teslu Roadster k nahrávání zvuků pneumatik ve hře kvůli jeho tichému chování na silnici. Jeho téměř tichý elektromotor poskytl vývojářům čistý zvuk pro nahrávání.

Demo hry bylo poprvé zveřejněno na konferenci od Microsoftu na E3 v roce 2010. Finální verze hry byla vydána 11. října 2011.

### Obsah Top Gearu

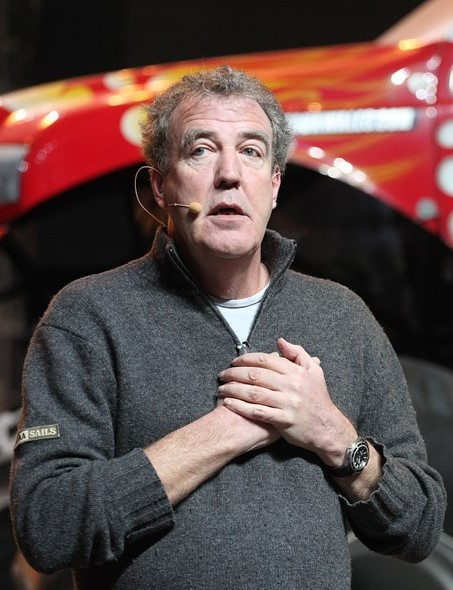
Jeremy Clarkson

Turn 10 uzavřel několikaleté partnerství s Top Gearem od BBC. James May a Jeremy Clarkson namluvili komentáře v herním módu Autovista. Hra také obsahuje testovací trať top gearu v Dunsfold Aerodrome v Anglii. Dalším obsahem pro fanoušky Top Gearu jsou dvě auta z show auto za rozumnou cenu, Kia Cee'd a Suzuki Liana. Při replayi na testovací dráze Top Gearu jsou autenticky umístěné kamery. Hra taky obsahuje Top Gear "Car Football" (dostupný pouze online s Xbox Live) a minihru Top Gear bowling, obě minihry se odehrávají na testovací dráze Top Gearu.
Hráč si může zvolit studio Top Gearu jako úvodní obrazovku.

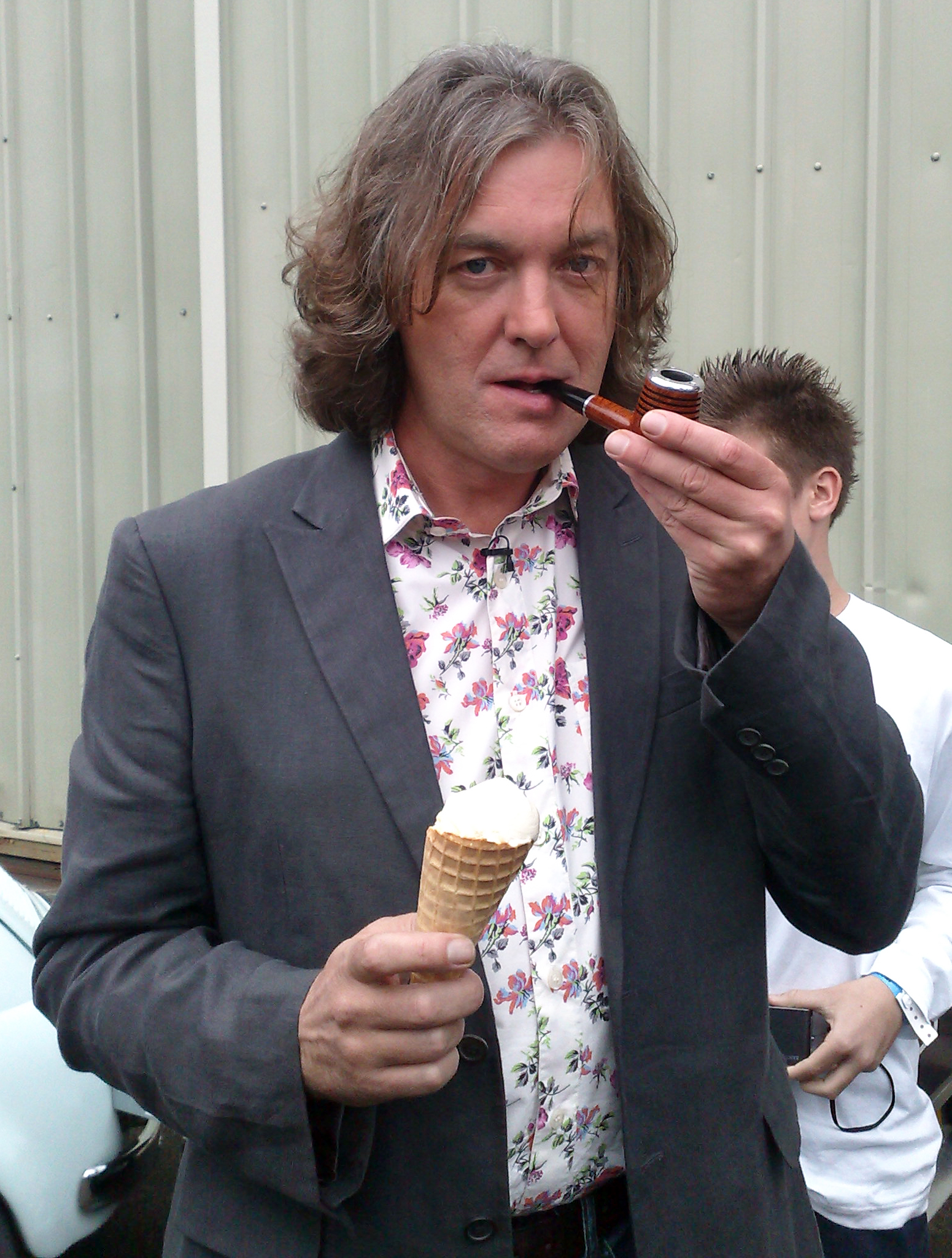
James May

Jeremy Clarkson také nadaboval reklamu na Forzu Motrosport 4.

## Hodnocení
- Idnes – 90 %[1]
- Xboxweb – 9/10[2]
- Games.cz – 9/10[3]